# St. Anna (Gronau)

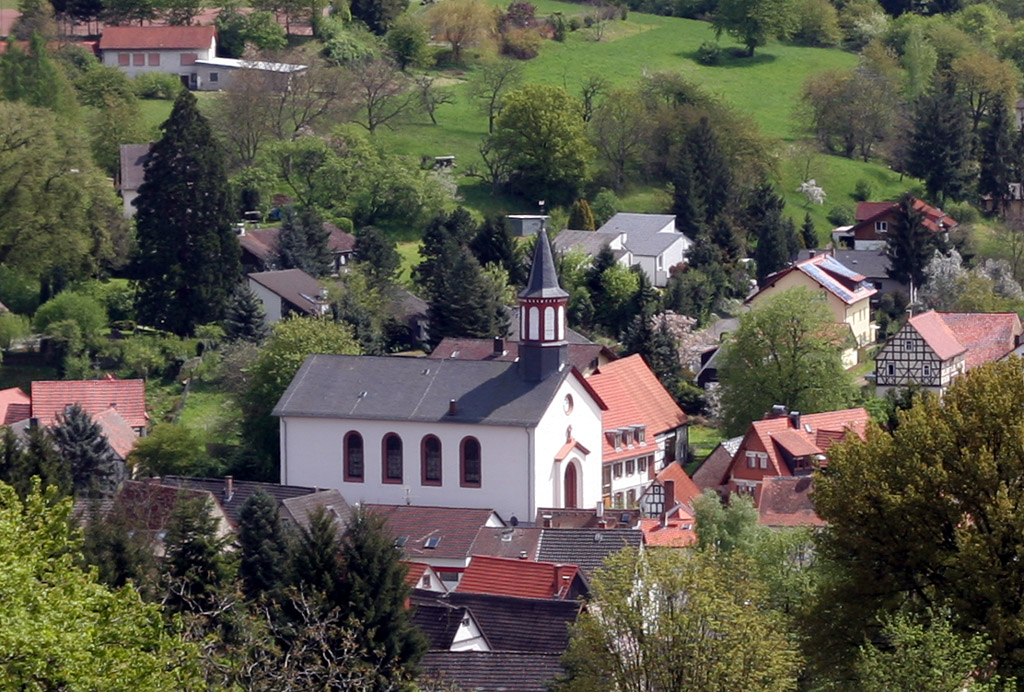
St. Anna im Zentrum von Gronau

Die evangelische St.-Anna-Kirche im Bensheimer Stadtteil Gronau ist ein unter Denkmalschutz stehendes Kulturdenkmal aus dem 19. Jahrhundert. Die Ursprünge des im Zentrum Gronaus in der Märkerwaldstraße 89 befindlichen Gotteshauses reichen bis in das späte 14. Jahrhundert.

## Geschichte

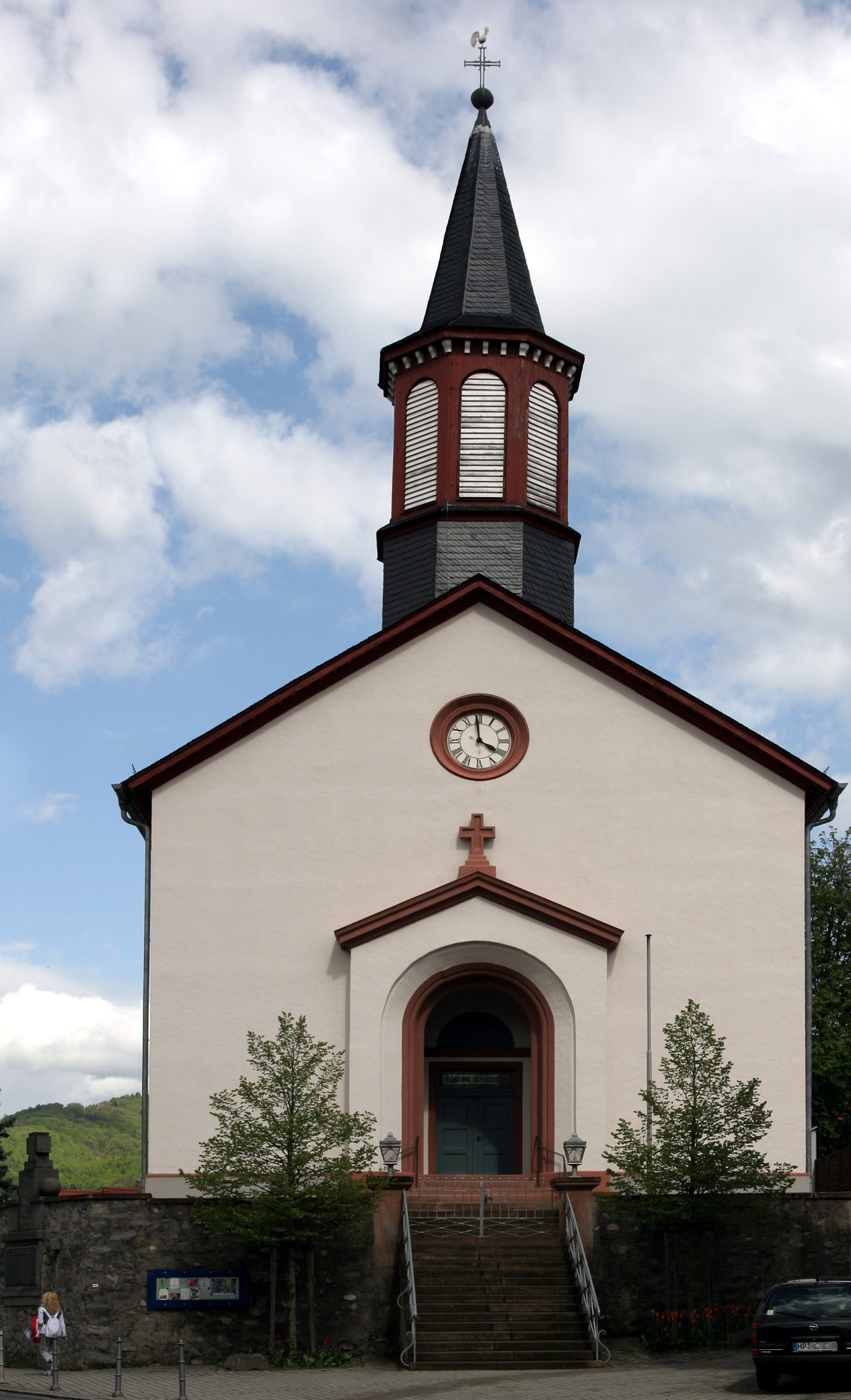
Giebelseite mit dem Portal

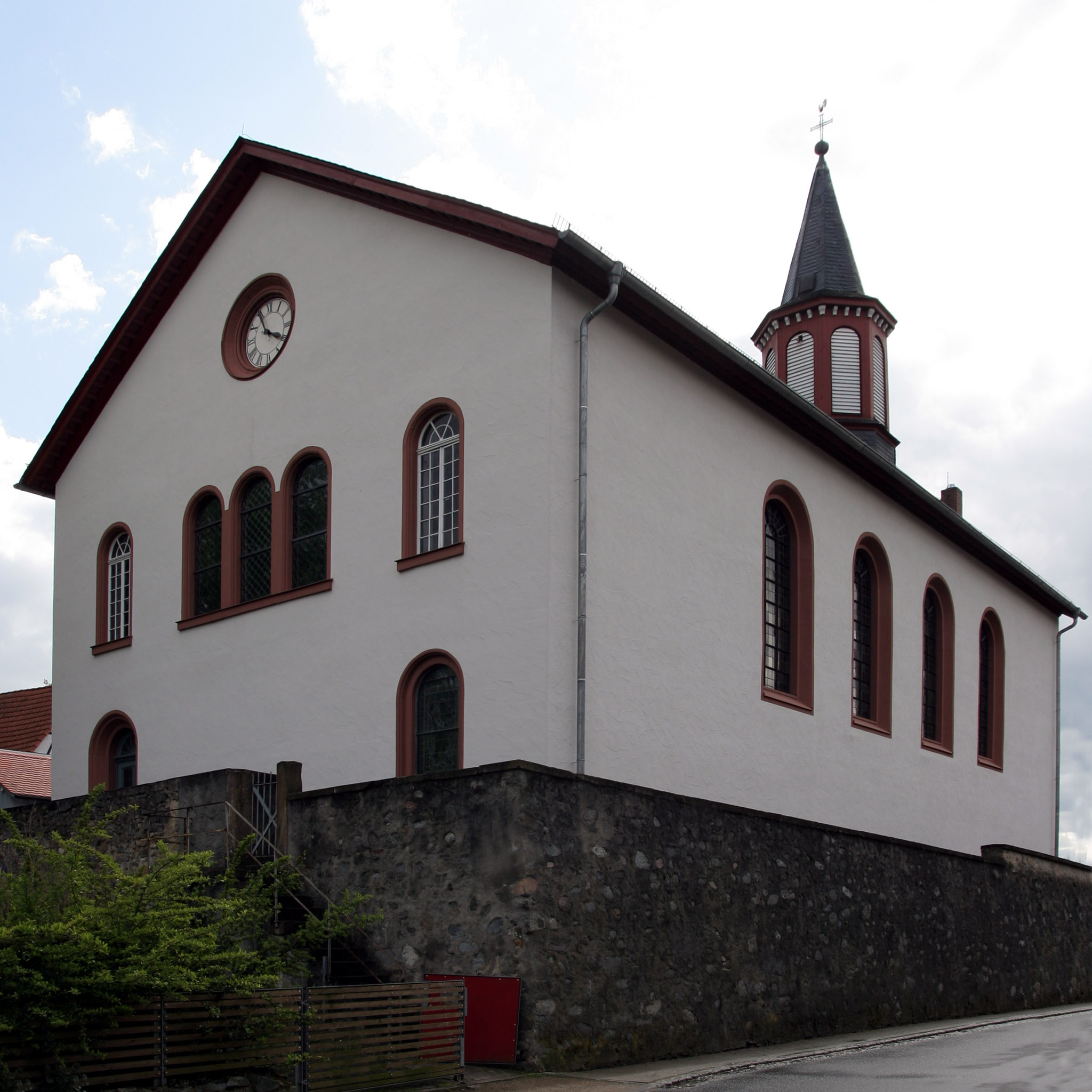
Die Rückseite der Kirche

Erstmals wurde 1387 eine Kirche in Gronau erwähnt. Wann dieses Gebäude errichtet wurde, ist unbekannt. Der Altar war der Heiligen Anna geweiht. 1509 erfolgte eine grundlegende Erneuerung des Baus.
Die Kirche wurde im Zeitalter der Reformation evangelisch. Der erste reformatorische gesinnte Pfarrer war Peter Lesch, der die Pfarrstelle seit 1519 innehatte und ab 1539 im Sinne des reformierten Bekenntnisses predigte. 1544 ereignete sich ein Bildersturm in den Kirchen der Grafen von Erbach, in dem der alte Bildschmuck sowie liturgische Geräte aus den Kirchen entfernt und verkauft oder zerstört wurden. Inwiefern hiervon auch die Kirche in Gronau betroffen war, ist urkundlich nicht belegt. Wohl aber ist heute bis auf das gotische Glasfenster kein alter Kirchenschmuck vorhanden. Formell wurden die unter Erbacher Patronatsrecht stehenden Kirchen 1560 reformiert.
Das Gebäude verfiel im Laufe der Jahrhunderte immer mehr. 1773 wurde die Kirche für baufällig erklärt.
1827 wurde die spätgotische Kirche abgerissen und durch einen klassizistischen Neubau ersetzt. Nach Plänen des damaligen Kreisbaumeisters und späteren Dombaumeisters Ignaz Opfermann wurde von 1831 bis 1834 der Neubau errichtet. Ursprünglich sollte das Gebäude im gotischen Stil erbaut und der alte Chor integriert werden. Opfermann setzte dann aber auf einen kompletten Neubau. Erhalten sind nur die Sandsteinsäulen, die in der neuen Kirche die Empore tragen und noch aus der Alten stammen. Da eine der Säulen in der neuen Kirche keine Verwendung fand, wurde diese geteilt und eine Hälfte als Taufbecken in der neuen Kirche aufgestellt. Aus der anderen wurde der Gronauer Gassenbrunnen errichtet.
Da das neue Gebäude im Inneren sehr dunkel ausfiel, wurde dies 1894 bei einem Umbau behoben. Zum 100-jährigen Kirchenjubiläum 1934 wurde die Kirche renoviert.
Die Namen der Pfarrer der Kirche seit 1503 sind lückenlos überliefert. Der erste bekannte Pfarrer war der Heidelberger Martin Knapp, der noch in vorreformatorischer Zeit predigte. Sein Nachfolger Peter Lesch, der ab 1519 an der Kirche war und sich 1539 der Reformation anschloss, war mit 40 Amtsjahren bis 1559 der am längsten amtierende Geistliche der Kirche. Zu seiner Zeit wurde 1551 mit der Führung von Kirchenbüchern begonnen. In der Amtszeit seines Nachfolgers Egidius Waldus von 1559 bis 1561 wurde die Reformation formell vollzogen. Unter den Pfarrern ragt keiner von überregionaler Bedeutung hervor, gleichwohl haben einige von ihnen später bedeutendere Pfarrstellen bezogen oder waren auch Hofprediger der Erbacher Grafen. Pfarrer Johann Georg Kummerell kam 1636 von Rimbach nach Gronau, behielt aber wohl den Wirren des Dreißigjährigen Krieges geschuldet die Pfarrstelle in Rimbach bei. Er war später Konsistorialrat in Erbach. Pfarrer Conrad Textor, in Gronau von 1664 bis 1680 war anschließend Stadtpfarrer in Worms bis zur Zerstörung der Stadt. Pfarrer Johann Rudolph Pagenstecher, im Amt von 1735 bis zu seinem Tod 1771, entstammte einer bekannten Gelehrtenfamilie und zählt ebenfalls zu den dienstältesten Pfarrern des Ortes. Er war auch Hofprediger und Konsistorialrat in Erbach.
Die Kirchengemeinde Gronau/Zell gehört zum Dekanat Bergstraße in der Propstei Starkenburg der Evangelischen Kirche in Hessen und Nassau.

## Beschreibung

### Architektur
Die Kirche wurde aus Bruchsteinen gemauert und ist verputzt. Das Dach ist als flaches Satteldach ausgeführt, das im Westen einen oktogonalen Dachreiter mit Spitzhelm trägt. Eine Vorhalle mit Tonnengewölbe, flachem Satteldach und Ochsenauge mit Uhr bildet den Eingangsbereich zur Kirche.

### Ausstattung
Die Ausstattung, wie Kirchenorgel, Bänke, Sandsteintaufbecken und Kanzel mit Schalldeckel, stammen aus der Bauzeit im 19. Jahrhundert.
Das bemalte Glasfenster blieb aus dem Vorgängerbau erhalten und stammt aus der Zeit der Gotik um 1470 bis 1490. Es zeigt die Darbringung Jesu im Tempel und kam anlässlich der Kirchenrenovierung 1934 wieder in die Kirche zurück.
Im Glockenturm befinden sich zwei Glocken der Frankfurter Gießerei Schneidewind aus dem Jahr 1706 beziehungsweise 1769.